# Xã Caledonia, Quận Alcona, Michigan
Xã Caledonia (tiếng Anh: Caledonia Township) là một xã thuộc quận Alcona, tiểu bang Michigan, Hoa Kỳ. Năm 2010, dân số của xã này là 1.161 người.